# Bonngasse

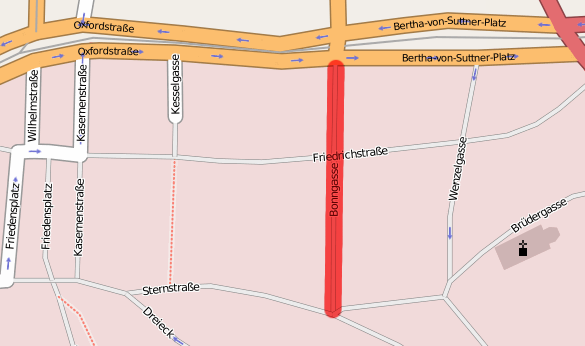
Lagekarte

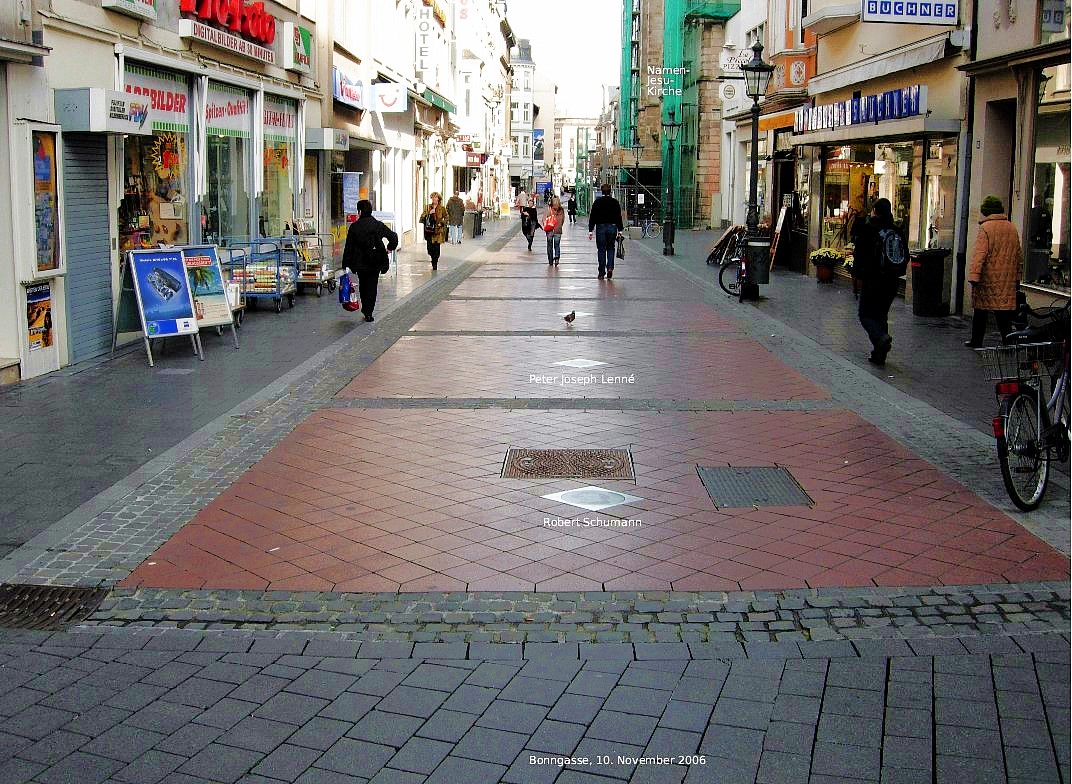
Straßenansicht

Die Bonngasse befindet sich im fußläufigen Zentrum Bonns und verläuft zwischen Sternstraße/Marktplatz und Oxfordstraße/Bertha-von-Suttner-Platz. Sie kreuzt die Friedrichstraße. Zwischen dieser und dem Suttner-Platz steht an der Ostseite das Beethoven-Haus und daneben das Haus „Im Mohren“. Zwischen Sternstraße und Friedrichstraße erhebt sich die Namen-Jesu-Kirche (Ostseite der Bonngasse). Seit 2005 sind – bezeichnet als Bonner „Walk of Fame“ – beleuchtbare Glastafeln in das Pflaster der Bonngasse eingelassen. Sie zeigen Persönlichkeiten, die in Bonn geboren wurden oder hier gewirkt haben.
Für den etwas ungewöhnlichen Namen (da üblicherweise keine Stadt eine Straße nach sich selbst benennt) gibt es zwei denkbare Erklärungen: ein gewollter Gegensatz zur Verlängerung der nach Köln führenden Kölnstraße oder eine Verballhornung des Namens Bovengasse (veraltete Bezeichnung für Obere Gasse/Obengasse).